# Симметричный тензор
В математике и теоретической физике тензор называется симметричным по двум индексам i и j, если он не меняется при перестановке этих индексов:
{\displaystyle T_{ij\dots }=T_{ji\dots }}
Если тензор не меняется при перестановке любой пары своих индексов, то такой тензор называется  абсолютно симметричным.

## Симметризация и антисимметризация
Для любого тензора U, с компонентами {\displaystyle U_{ij\dots }}, можно построить симметричный и антисимметричный тензор по правилу:
{\displaystyle U_{(ij)\dots }={\frac {1}{2}}(U_{ij\dots }+U_{ji\dots })} (симметричная часть),
{\displaystyle U_{[ij]\dots }={\frac {1}{2}}(U_{ij\dots }-U_{ji\dots })} (антисимметричная часть).
Термин «часть» означает, что {\displaystyle U_{ij\dots }=U_{(ij)\dots }+U_{[ij]\dots }}
Для большего числа индексов тоже можно определить симметризацию:
{\displaystyle T_{(i_{1}i_{2}\dots i_{r})}={\frac {1}{r!}}\sum _{\sigma \in {\mathfrak {S}}_{r}}T_{i_{\sigma 1}i_{\sigma 2}\dots i_{\sigma r}}\ },
обозначаемую также (для случая её проведения по всем индексам) символом {\displaystyle \operatorname {Sym} }:
{\displaystyle (\operatorname {Sym} \,T)_{i_{1}i_{2}\dots i_{r}}=T_{(i_{1}i_{2}\dots i_{r})}\ }.
Однако, для разложения тензора ранга, большего двух, оказывается недостаточно лишь абсолютно симметричного и абсолютно антисимметричного слагаемых.

## Примеры абсолютно симметричных тензоров
- Ранга 0 — скаляр (любой),
- Ранга 1 — вектор/ковектор (любой),
- Ранга 2:
  - симметричная матрица,
  - (ковариантный) — квадратичная форма.
- Произвольного ранга n — тензорная степень n любого вектора/ковектора (лишь одна из возможностей).

Последний пример показывает, что, в отличие от антисимметричного случая, пространство симметричных тензоров будет иметь положительную размерность при сколь угодно большом числе симметризуемых индексов.

## Применение
Симметричные ковариантные тензоры возникают при разложении в ряд Тейлора функции, заданной на линейном пространстве — член степени n является симметричным n-линейным функционалом, то есть его «коэффициентом» является абсолютно симметричный тензор ранга n.
В квантовой механике симметричный по n индексам тензор описывает n-частичное состояние бозона.
Когда состояние описывается волновой функцией, волновые функции от многих переменных математически могут рассматриваться как бесконечномерные тензоры (каждый аргумент соответствует индексу). Симметричная функция удовлетворяет уравнению {\displaystyle \psi (x,y)=\psi (y,x)} и аналогично для большего числа переменных.